# Kutschersitz
Als Kutschersitz wird in der Krankenpflege, Physiotherapie und Medizin eine atementlastende bzw. -unterstützende Sitzposition bezeichnet. Beim Kutschersitz wird durch Dehnung des Brustkorbs die Atemfläche vergrößert, was ein tiefes Einatmen ermöglicht. Hierbei werden die Arme auf die Beine aufgestützt und tragen so das Gewicht des Schultergürtels, von dem aus die Atemhilfsmuskeln (u. a. der Musculus pectoralis major) den Brustkorb aufdehnen können und so zur ansonsten wesentlich vom Zwerchfell geleisteten Atemarbeit beitragen. Diese Sitzhaltung bringt also Erleichterung bei Atemnot und begünstigt darüber hinaus das Abhusten von Sputum.